# イマンガリ・タスマガンベトフ
イマンガリ・ヌルガリウリ・タスマガンベトフ（カザフ語: Иманғали Нұрғалиұлы Тасмағамбетов、1956年12月9日 - ）は、カザフスタンの政治家。現在、同国国防大臣。同国首相、アルマトイ市長、アスタナ市長等を歴任。

## 経歴
1973年～1974年、中学校のコーチ。大学卒業後、中学校の地理の教師。
- 1979年、A.S.プーシキン名称ウラル教育大学を卒業。哲学科学準博士、政治科学博士。
- 1979年 - 1985年：コムソモール・マハンベト地区課主任、コムソモール業務主任、グリエフ州委員会課主任、グリエフ市委員会第一書記
- 1985年 - 1986年：共産党グリエフ市委員会組織課主任
- 1986年 - 1988年：コムソモール・グリエフ州委員会第一書記
- 1988年 - 1989年：コムソモール労働青年課主任、青年社会・経済問題課主任、執行委員会書記
- 1989年12月 - 1991年9月：コムソモール執行委員会第一書記
- 1991年8月 - 1993年8月：国家青年問題委員会議長
- 1993年8月 - 1995年3月：組織問題担当大統領補佐官
- 1995年3月 - 1997年10月：副首相（社会分野・内政問題担当）
- 1997年3月 - 1997年10月：教育・文化相
- 1997年10月 - 1998年9月：大統領府副長官兼組織・監督課主任
- 1998年9月 - 1999年2月：大統領第一補佐官
- 1999年2月 - 2000年12月：アティラウ州知事
- 2000年12月 - 2002年1月：副首相（社会分野担当）
- 2002年1月28日 - 2003年6月：首相

2003年6月13日から国家書記官。2004年3月10日～12月9日、大統領府長官。同年12月9日からアルマトイ市長。2008年4月4日にアルマトイ市長から首都アスタナの市長に。2014年10月より国防大臣。

## パーソナル
既婚者。1男2女と孫娘を有する。